# Mielnicznyj Ruczej (stacja kolejowa)
Mielnicznyj Ruczej (ros. Мельничный Ручей) – węzłowa stacja kolejowa w miejscowości Wsiewołożsk, w rejonie wsiewołożskim, w obwodzie leningradzkim, w Rosji. Węzeł linii z petersburskiego Dworca Fińskiego do Dubrowki i Ładożskojego Oziera.

## Historia
W okresie stalinowskim ze stacji odchodziły składy z deportowanymi w odległe rejony Związku Sowieckiego Ingrianami, a później także z Niemcami, zamieszkującymi obszar wokół Wsiewołożska.